# Le Gruyère qui tue
 (octobre 2023).
Si vous disposez d'ouvrages ou d'articles de référence ou si vous connaissez des sites web de qualité traitant du thème abordé ici, merci de compléter l'article en donnant les références utiles à sa vérifiabilité et en les liant à la section « Notes et références ».
Le Gruyère qui tue est la quatrième saison du feuilleton radiophonique Signé Furax, diffusé en 1957. Il a été réédité en 15 CD en octobre 2003.

## Résumé
Des extraterrestres, connus sous le nom de Gzbrhs, venus d'une base sur la lune, envahissent la terre dans le but de coloniser le monde en prenant place dans la tête de tous les gens ayant consommé le « gruyère qui tue ». Ceux-ci se reconnaissent au fait qu'ils disent toujours « indibutablement » au lieu d'indubitablement. Furax, Black, White et tous les autres vont essayer de déjouer cette machination extraterrestre.

## Participations
- Jean-Marie Amato : Edmond Furax (y compris dans ses différents déguisements, comme le colonel Frox), Asti Spumante, Maklouf le vieux sage babu membre du Conseil suprême babu
- Pierre Dac : Black
- Francis Blanche : White, Jejeeboy
- Maurice Biraud : Jean-Jacques Socrate commissaire de la DDT (Défense Divisionnaire du Territoire), Maurice Champo (dit la Grammaire)
- Claude Dasset : Klakmuf, ainsi que le récitant
- Jeanne Dorival : comtesse Rondibesco, la « veuve noire », alias Malvina
- Nono Zamitt : Asbestos, homme de main de Klakmuf
- Louis Blanche : professeur Hardy-Petit
- Claude Nicot : Théo Courant
- Édith Fontaine : Carole Hardy-Petit, Mademoiselle Fiotte
- Roger Carel : Léopold Vanpeeretmersh, cruciverbiste de Knokke-le-Zoute, hôte du chef des Gzbrhs ; Grégory Moshmosh, savant babu inventeur de la lumière qui éteint et du dôme de protection en cosmiglass entourant l'atoll Anatole (3e saison : La Lumière qui éteint), puis comparse de Klakmuf dans l'invasion des Gzbrhs
- Bernard Dumaine : les frères Pitoiseau, Julien et Alfred
- Jean-Paul Thomas : Plouc Philodendron
- Lawrence Riesner : le sergent des pompiers Fabius, soumis aux Gzbrhs, devenu chef de la DDT à la place de Socrate ; tous les docteurs ; tous les speakers…
- Robert Franz : inspecteur Herbetendre (sous les ordres du commissaire Socrate)
- Jean Carmet : le Grand Prêtre Jardinier des Illusions Mystiques de la planète Astérix : Racine de Sept
- Léo Campion : le Président Clodomir de la planète Astérix
- Hubert Deschamps : le gardien du phare

Avec en outre :
- Max Favalelli (jouant son propre rôle de verbicruciste)

## Autres personnages de la saison
- Aldo : domestique de la comtesse Rondibesco
- Alevou : ferrailleur, qui a vendu un contre-torpilleur à Black et White (Roger Carel)
- Balpot (Dr) : psychiatre
- Bamagué : indigène du Tanganyika, chef du village employé par le capitaine Pistalanouille-Maladjian
- Basgonzart, Antoine : alias Thomas Cocodou-Labayat, soumis aux Gzbrhs
- Brossarbourg : inspecteur promu commissaire principal à Courbevoie
- Cassebonbon, concierge de l'Institut d'électronique expérimentale et transcendantale
- Claquemuche, Amélie : mère de Klakmuf
- Clodomir (Maestro) : Martiniquais, serveur au bar antillais
- Cocodou-Labayat, Jérôme : oncle de Thomas Cocodou-Labayat
- Colin-Tampon (Dr) : directeur du Centre National des Sciences exactes
- Fleurdebaume : industriel de la fabrication des billets de 3e classe de la SNCF, mis au chômage après la fin de cette classe, à Pastagnac-Roubignac
- Friseli : commissaire suisse
- Froidlachose, Victor et Froidlachose, Julie : quincaillers de brouillon rue Mazo-de-La-Roche
- Gardien du cimetière
- Gélatine : barman
- Glockenspiel : patron de la fromagerie suisse de même nom, soumis aux Gzbrhs
- Glück : inspecteur de la police mondaine, collègue de Philatelli
- Gubernatis : chauffeur à la fromagerie Glockenspiel
- Guégenschmoll : homme des troupes suisses du « colonel Frox » (Furax) qui se sacrifie pour sauver Furax… et le monde
- Gugumus : assistant de l'Institut d'électronique expérimentale et transcendantale, responsable du cerveau électronique Adada (« Auto-déducteur alternatif à disjonction automatique »), soumis aux Gzbrhs
- Jugulose : subordonné du commissaire Socrate
- Malempis (Dr) : soigneur de Léopold Vanpeeretmersh
- Pistalanouille-Maladjian : capitaine du cargo Paul Gordeaux (ex-cargo de Bourgogne)
- Rosencrantz : employé et complice de Glockenspiel
- Le père Videl : précepteur d'Alexis, le fils de Furax.